# .bm
.bm este un domeniu de internet de nivel superior, pentru Insulele Bermude (ccTLD).